# Haemulidae
Grombaarzen (Haemulidae) vormen een familie van vissen uit de orde van baarsachtigen (Perciformes). De geslachten Pristipoma en Mylacrodon worden niet altijd ingedeeld in deze familie. Er worden in totaal ongeveer 150 soorten tot deze familiegerekend. Ze kunnen in zowel zoet, brak als zout water worden aangetroffen. De vissen variëren in lengte van 11 tot 100 centimeter.

## Geslachten
- Anisotremus Gill, 1861
- Boridia Cuvier, 1830
- Brachydeuterus Gill, 1862
- Conodon Cuvier, 1830
- Diagramma Oken, 1817
- Genyatremus Gill, 1862
- Haemulon Cuvier, 1829
- Haemulopsis Steindachner, 1868
- Hapalogenys Richardson, 1844
- Isacia Jordan & Fesler, 1893
- Microlepidotus Gill, 1862
- Orthopristis Girard, 1858
- Parakuhlia Pellegrin, 1913
- Parapristipoma Bleeker, 1873
- Plectorhinchus Lacépède, 1801
- Pomadasys Lacépède, 1802
- Xenichthys Gill, 1863
- Xenistius Jordan & C. H. Gilbert, 1883
- Xenocys Jordan & Bollman, 1890